# Boulevard Gambetta (Issy-les-Moulineaux)
Pour les articles homonymes, voir Boulevard Gambetta.
Le boulevard Gambetta est un axe important d'Issy-les-Moulineaux.

## Situation et accès
Ce boulevard commence son tracé rond-point Victor-Hugo, dans l'axe du boulevard des Frères-Voisin.
Il se termine place Paul-Vaillant-Couturier où il est prolongé par le boulevard Voltaire.
Il est desservi par la station de métro Corentin-Celton, sur la ligne 12 du métro de Paris.

## Origine du nom

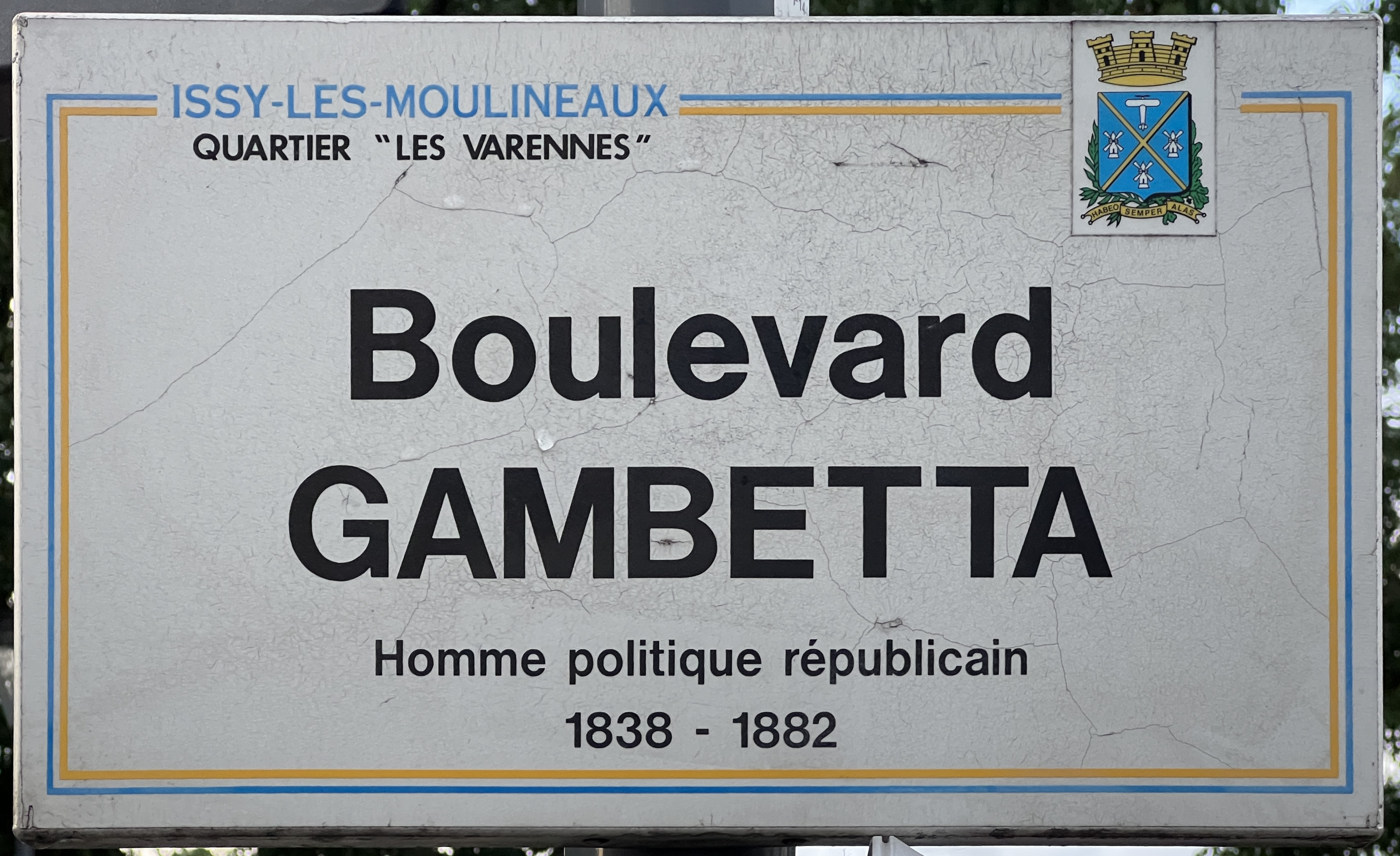
Plaque du boulevard.

Il doit son nom actuel à Léon Gambetta (1838-1882), homme politique. Il a été attribué par délibération du Conseil municipal du 15 janvier 1883, qui souhaitait donner aux voies publiques des noms de personnages célèbres à divers titres.

## Historique
Ce boulevard a été percé dans les années 1870.
À la suite de l'acquisition d'un terrain en 1882, le marché couvert communal y est transféré en 1883. Le marché Gambetta, par la suite renommé marché Corentin-Celton, sera détruit en 2004 et remplacé par une grande surface. En tient lieu le marché Corentin-Celton, sur la place Paul-Vaillant-Couturier.
À la fin du XIXe siècle, il est prolongé jusqu’au rond-point Président-Robert-Schuman, à l'époque encore appelé rond-point de l'Abreuvoir. Le projet était de bâtir un pont au bout de l'Île Saint-Germain et de faire du boulevard une grande artère rapprochant la commune de la rive droite de la Seine.
Ce prolongement deviendra le boulevard des Frères-Voisin en 1966.

## Bâtiments remarquables et lieux de mémoire

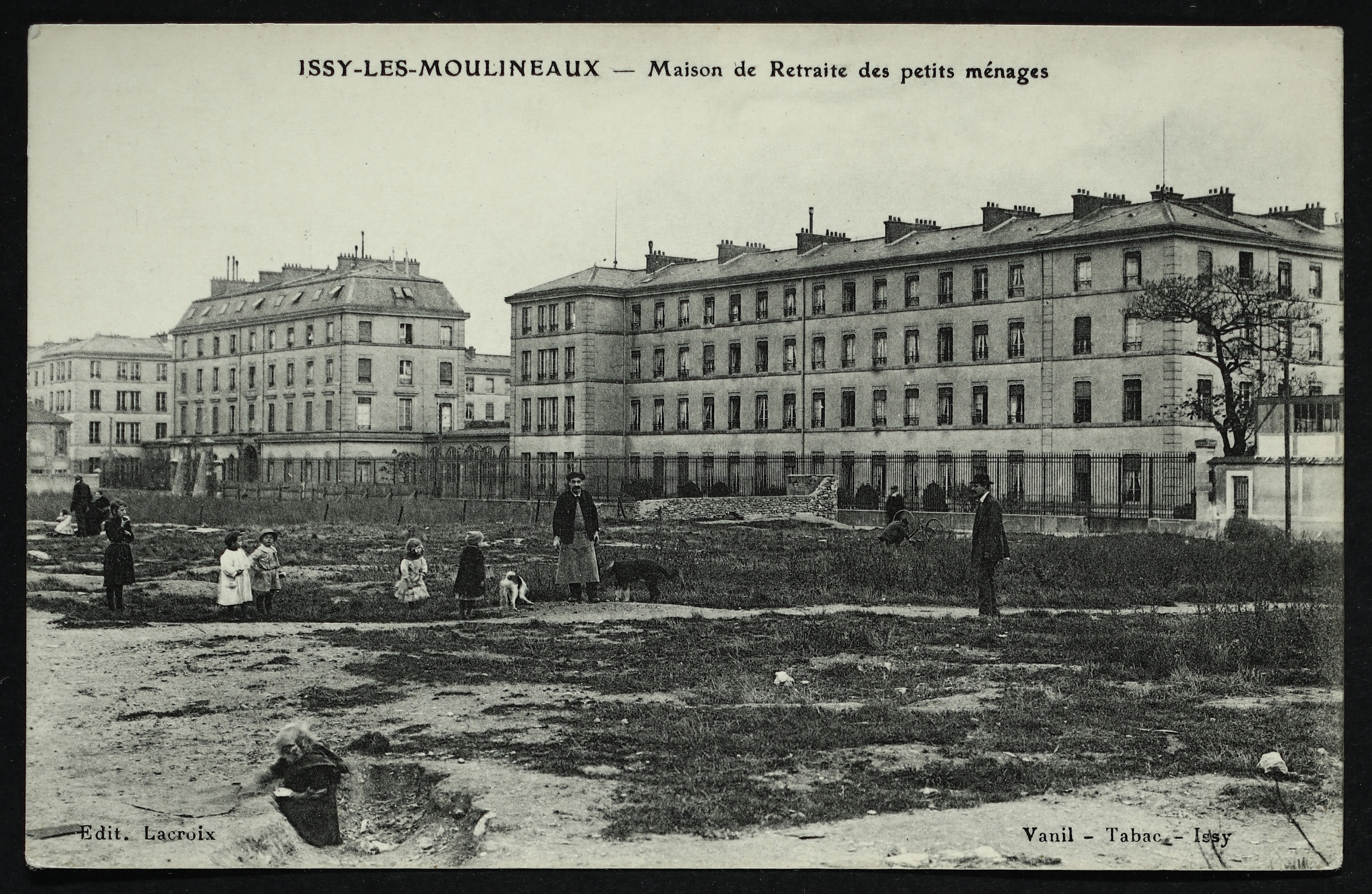
Carte postale - Issy-les-Moulineaux - Maison de Retraite des Petits-Ménages.

- Hôpital Corentin-Celton, qui succède à l'hospice des Petits-Ménages[6].
- Stand de tir de Balard.
- Emplacement de l'ancienne usine Louis Blériot.